# Euphaea masoni
Euphaea masoni is een libellensoort uit de familie van de Euphaeidae (Oriëntjuffers), onderorde juffers (Zygoptera).
De soort staat op de Rode Lijst van de IUCN als niet bedreigd, beoordelingsjaar 2010, de trend van de populatie is volgens de IUCN stabiel.
De wetenschappelijke naam van de soort is voor het eerst geldig gepubliceerd in 1879 door Selys.